# Vidda Priego Bueno
Vidda Priego Bueno   (València, 13 d'agost de 1977) és una actriu, còmica, guionista i pedagoga teatral trans no-binària valenciana. És autora de diversos monòlegs en els quals utilitza l'humor per a fer pedagogia sobre el no-binarisme. També ha format part del repartiment de 2 llargmetratges i de sèries de televisió, com ara Los hombres de Paco. Abans feia de discjòquei.
Es va llicenciar en Art Dramàtic pel Institut del Teatre de Barcelona. És autora dels monòlegs Por tu pulpa pulpita i Monólogos poligoneros. El 2019, va rebre el Premi Bruguera de Còmic i Novel·la Gràfica pel llibre Tierra trágame, que va crear amb la il·lustradora Myriam Cameros.

## Filmografia

### Televisió
- Los hombres de Paco (2005)
- Paraíso (2021)
- Valeria no se va (2022)

### Llargmetratges
- La cifra negra, Dir. Ales Payá (2018)
- Velvet calling, Dir. Aniez (2018)

### Teatre
- Reset, de la companyia de teatre Ella (2022)[4]